# Jana Mařasová
 (février 2012).
Si vous disposez d'ouvrages ou d'articles de référence ou si vous connaissez des sites web de qualité traitant du thème abordé ici, merci de compléter l'article en donnant les références utiles à sa vérifiabilité et en les liant à la section « Notes et références ».
Jana Mařasová (née Svobodová) est née le 11 novembre 1969 en Tchécoslovaquie. Elle a pris des cours de piano et étudia la musique et le théâtre à Prague.
Elle est principalement connue pour ses doublages. Elle est notamment la voix tchèque de nombreuses héroïnes de films Disney :
- 1994 : Belle dans La Belle et la Bête (voix et chant) (date de sortie originelle du film en 1991)
- 1994 : Nala dans Le Roi lion (chant)
- 1994 : Shanti dans Le Livre de la jungle (chant) (date de sortie originelle du film en 1967)
- 1994 : Juliette dans Le Cygne et la Princesse (voix et chant)
- 1997 : Juliette dans Le Cygne et la Princesse 2 : Le Château des Secrets (voix et chant)
- 1997 : Belle dans La Belle et la Bête 2 : Le Noël enchanté (voix et chant)
- 1998 : Ariel dans La Petite Sirène (voix et chant) (date de sortie originelle du film en 1989)
- 1998 : Mulan dans Mulan (voix et chant)
- 1998 : Miriam dans Le Prince d'Égypte (voix et chant)
- 2000 : Ariel dans La Petite Sirène 2 : Retour à l'océan (voix et chant)
- 2004 : Mulan dans Mulan 2 : La Mission de l'Empereur (voix et chant)